# فسنجان
خورش فِسِنجان یا فسنجون که در قدیم فسوجن هم می‌نامیدند، یکی از خورش‌های اصیل ایرانی است. در پخت این خورش از مغز گردو و رب انار ترش استفاده می‌شود اما آرد مغز پسته، یا بادم، رب انار ترش و شیرین و رب آلوچه ترش هم به دلخواه به همراه قطعات کوچک گوشت مرغ یا گوشت قرمز استفاده می‌شود و با پلو مصرف می‌شود. به دلیل مواد گوناگونی که در این خورش به کار می‌رود، فسنجان می‌تواند اشکال بسیار متنوعی داشته باشد. همچنین چون فرایند پخت این غذا در گذشته طولانی و دشوار بود و نیز مواد آن در دسترس همگان نبود، این غذا را به عنوان خوراکی شاهانه می‌دانستند. اگرچه امروزه از اشرافیت آن کاسته شده اما همچنان در کلام از آن به عنوان خوراکی مفصل یاد می‌شود.
ازآنجایی‌که در گذشته در مناطقی از ایران، به‌ویژه در مناطق شمالی ایران ــ که خورش فسنجان از غذاهای بومی و اصیل آن به‌شمار می‌رود ــ زنان در فرایند تولید فسنجان مغز گردو و گاه ناردانه‌ها یا سبزیها را با سنگهای مخصوص می‌ساییدند، به نظر می‌رسد، اطلاق جزء نخست واژهٔ فسنجان گرفته شده از «فسن» در گیلکی به‌معنای سابیدن (گردو) با سنگ باشد؛ نیز وجود نوعی خورش از خانوادهٔ فسنجان به نام «سنگه‌خورش» در گیلان و مازندران این نظر را تقویت می‌کند.

## معرفی
فسنجان در اکثر مناطق ایران درست می‌شود. جدای مغز گردو که مادهٔ اصلی فسنجان است، سایر مواد با توجه به سلیقه آشپز یا ذائقه آن اقلیم انتخاب می‌شود. به‌طور مثال، در شمال کشور و به خصوص در مناطق گیلک‌نشین در پخت فسنجان گوشت پرندگان شکار به کار می‌رود. در مرکز ایران در طبخ فسنجان گوشت قرمز چهارپایان را به صورت رنده‌شده و قل‌قلی ریز به کار می‌برند.
برای پخت فسنجان از مغز گردوی آسیاب‌شده استفاده می‌شود. خورش فسنجان به‌طور کلی خوراکی گرانقیمت به حساب می‌آید. طوری که گاهی برای به صرفه بودن این خورش از سایر مغزها مثل مغز کنجد هم استفاده می‌کنند.

## روش‌های پخت
فسنجان در مناطق مختلف کشور به روش‌های گوناگون پخته می‌شود که برخی از آنها شیرین و برخی ملس است و در تهیهٔ آن از شکر یا قیسی یا حتی خرما هم استفاده می‌شود.
فسنجان گیلانی ترش و ملس است ولی فسنجانی که در نواحی مرکزی ایران تهیه می‌شود شیرین است. مردمان آذربایجان فسنجان را ملس می‌پسندند و برای ملس کردن آن از قیسی استفاده می‌کنند و بنابراین فسنجان آذری‌ها ترش نیست.

### فسنجان گیلکی
فسنجان گیلانی مزه‌ای ملس (ترش و شیرین) و معمولاً به سمت ترش دارد و معمولاً با گوشت پرندگان تهیه می‌شود. مردم گیلان فسنجان را به جای مرغ با مرغابی یا خوتکا درست می‌کنند. برای ملس کردن در کنار ربّ انار از ربّ آلوچهٔ ترش هم استفاده می‌کنند. ربّ انار فسنجان گیلکی از انار جنگلی یا «ترشه انار» است. فسنجان گیلکی معمولاً مملو از گردو و غلیظ است و مزه‌اش شیرین نیست بلکه ترش و شیرین یا ملس است. فسنجان گیلکی که به صورت سنتی تهیه شده باشد، مزه‌ای ملس دارد و رنگ آن سیاه است. معمولاً مغز گردو را بسیار آسیاب کرده به حالت خمیر درمی‌آورند. فسنجان گیلکی را در گَمَج (ظرف سنتی و سفالی گیلان) تهیه می‌کنند.
فسنجان با کنجد یکی از خوش عطر و طعم ترین فسنجون هایی است که می توانید آن را به راحتی بپزید .
در فصل پاییز و زمستان، گوشت پرندهٔ شکار (مرغابی یا غاز) یا گوشت اردک یا غاز محلی را با ربّ انار ترش بر اجاق می‌گذارند و در ادامه، خمیر مغز گردو (که بسیار ریز آسیاب شده) را به آن می‌افزایند. در ادامه، جهت ملس کردن خورشت از میوهٔ قیسی خشک‌شده استفاده می‌کنند. در ادامه و برای سیاه‌تر شدن خورشت، تکه‌آهنی را که بر آتش گذاشته شده‌است و حسابی داغ (سرخ‌رنگ) شده را در گمج خورشت می‌اندازند. در ادامه، مقداری از آهن به خورد خورشت می‌رود و رنگ خورشت کاملاً سیاه می‌شود. تکه‌آهن به کار گرفته شده در طبخ فسنجان گیلکی معمولاً نعل اسب است ولی از هر نوع وسیلهٔ آهنی تمیز دیگر می‌تواند استفاده شود. ترکیب اکسید آهن با تانَنِ (مادهٔ گسِ) گردو و رب انار رنگِ سیاه می‌دهد و باعث تیره شدن خورش می‌شود.
گاهی در مراحل پخت به خورشت آب سرد می‌افزایند که باور دارند باعث می‌شود روغن مغز گردو تماماً استخراج شود و روی خورشت را بگیرد.
در فصل‌های بهار و تابستان که معمولاً فصل شکار نیست از گوشت مرغ یا بوقلمون استفاده می‌شود.
به این خورشت در زبان گیلکی آغۊز خۊرۊش گفته می‌شود. آغۊز در زبان گیلکی به معنی مغز گردو است. در گیلان از گذشته مهم بوده که رنگ فسنجان کاملاً مشکی باشد؛ ولی در نواحی دیگر کشور از جمله خراسان گاهی حتی جدای از مواد اولیهٔ فسنجان کمی رب می‌ریزند و رنگ خورش خیلی سیاه است.

### فسنجان مازندرانی
فسنجان مازندرانی مزه‌ای ملس دارد و معمولاً با گوشت پرندگان تهیه می‌شود. برای ملس کردن در کنار رب انار و آب نارنج از مقدار کمی شکر استفاده می‌کنند. این فسنجان به رنگ قهوه‌ای و معمولاً روشن‌تر از سایر فسنجان‌هاست.
به این خورشت در زبان مازندرانی آغوز خورِش و جوز خارِش گفته می‌شود. آغوز و جوز در زبان مازندرانی به معنای گردو می‌باشد.